# Kurupt

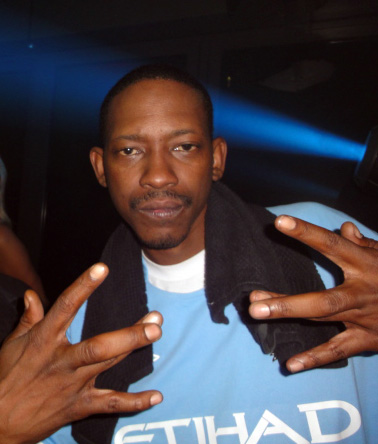
Kurupt in Abu Dhabi (2011)

Kurupt (* 23. November 1972 in Philadelphia, Pennsylvania; bürgerlich Ricardo Emmanuel Brown), auch bekannt als Kurupt the Kingpin und Young Gotti, ist ein US-amerikanischer Rapper.

## Biografie
Kurupt wurde am 23. November 1972 in Philadelphia als Ricardo Emmanuel Brown geboren. Als Teenager zog Kurupt nach Hawthorne im US-Bundesstaat Kalifornien, um dort bei seinem Vater leben zu können. Später zog Kurupt alleine nach South Central, einem südlich gelegenen Stadtteil von Los Angeles. Mittlerweile lebt er in Long Beach, Kalifornien.
Anfang der 1990er Jahre gründete er zusammen mit Snoop Doggy Dogg und dessen Cousin Dat Nigga Daz alias Daz Dillinger die Gruppe Tha Dogg Pound. Im Jahr 1992 hatte er auf Dr. Dres Album The Chronic seinen ersten Auftritt, ehe Featurings auf Snoop Doggs Album Doggystyle folgten. Drei Jahre später debütierte er an der Seite seines Partners Daz Dillinger als Tha Dogg Pound mit dem Album Dogg Food. Dieses Album zählt neben The Chronic, Doggystyle und All Eyez On Me zu den Klassikern des Westcoast-Hip-Hop. Bis heute folgten eine Reihe weiterer Featurings, unter anderem auf der LP All Eyez on Me von 2Pac oder auf Kool Savas’ Debüt-Album Der beste Tag meines Lebens. 1998 gab Kurupt mit dem Doppelalbum Kuruption sein Solodebüt. Von diesem Album stammt auch der Song C-Walk, welcher den East-Coast-vs.-West-Coast-Beef thematisiert und auch im Videospiel Grand Theft Auto V zu hören ist. Es folgten weitere Solo-Alben.
Als er wegen Geldproblemen jedoch erneut bei Death Row Records einen Vertrag unterschrieben hatte, kam es zwischenzeitlich zu Streitereien mit seinen Weggefährten Snoop Dogg und Daz Dillinger. In dieser Zeit gründete er sein eigenes Label Kustapo Records. Doch später söhnte man sich aus und es kam zur Dogg Pound-Reunion. 2003 veröffentlichte er die Single Ganxtaville Pt. III mit DJ Tomekk.
Kurupt ist Mitglied einer Crips-Straßengang, den Rollin’ 60’s Crips, worauf er in seiner Musik häufig Bezug nimmt. Kurupt hat in seiner Karriere mit fast allen Westcoast-Größen zusammengearbeitet, u. a. mit Dr. Dre, Snoop Dogg, 2Pac, Daz, sowie Nate Dogg, Cypress Hill, Yukmouth uvm.

## Diskografie

### Studioalben
| Jahr | Titel                        | Höchstplatzierung, Gesamtwochen, AuszeichnungChartsChartplatzierungen (Jahr, Titel, Platzierungen, Wochen, Auszeichnungen, Anmerkungen) | Anmerkungen                             |
| Jahr | Titel                        | US | Anmerkungen                             |
| ---- | ---------------------------- | --- | --------------------------------------- |
| 1998 | Kuruption!                   | US8 (6 Wo.)US | Erstveröffentlichung: 1. September 1998 |
| 1999 | Tha Streetz Iz A Mutha       | US31 (15 Wo.)US | Erstveröffentlichung: 16. November 1999 |
| 2001 | Space Boogie: Smoke Oddessey | US10 (11 Wo.)US | Erstveröffentlichung: Juli 2001         |
| 2004 | Against The Grain            | US60 (2 Wo.)US | Erstveröffentlichung: 7. September 2004 |
| 2006 | Same Day, Different Shit     | — | Erstveröffentlichung: 20. Juni 2006     |
| 2010 | Streetlights                 | — | Erstveröffentlichung: 20. Juli 2010     |

### Kollaboalben
| Jahr | Titel    | Höchstplatzierung, Gesamtwochen, AuszeichnungChartsChartplatzierungen (Jahr, Titel, Platzierungen, Wochen, Auszeichnungen, Anmerkungen) | Anmerkungen                                    |
| Jahr | Titel    | US | Anmerkungen                                    |
| ---- | -------- | --- | ---------------------------------------------- |
| 2009 | BlaQKout | US61 (2 Wo.)US | Erstveröffentlichung: 9. Juni 2009 mit DJ Quik |

Weitere Kollaboalben
- 2007: Digital Smoke (mit J. Wells)
- 2008: The Frank And Jess Story (mit Roscoe)
- 2009: Tha Tekneek Files (mit Roscoe)

### Kompilationen
- 2005: Originals
- 2010: Down And Dirty
- 2011: Penagon Rydaz

### EPs
- 2007: Against Tha Grain The E.P.

### Singles
| Jahr | Titel Album                             | Höchstplatzierung, Gesamtwochen, AuszeichnungChartplatzierungen (Jahr, Titel, Album, Platzierungen, Wochen, Auszeichnungen, Anmerkungen) | Höchstplatzierung, Gesamtwochen, AuszeichnungChartplatzierungen (Jahr, Titel, Album, Platzierungen, Wochen, Auszeichnungen, Anmerkungen) | Höchstplatzierung, Gesamtwochen, AuszeichnungChartplatzierungen (Jahr, Titel, Album, Platzierungen, Wochen, Auszeichnungen, Anmerkungen) | Höchstplatzierung, Gesamtwochen, AuszeichnungChartplatzierungen (Jahr, Titel, Album, Platzierungen, Wochen, Auszeichnungen, Anmerkungen) | Höchstplatzierung, Gesamtwochen, AuszeichnungChartplatzierungen (Jahr, Titel, Album, Platzierungen, Wochen, Auszeichnungen, Anmerkungen) | Anmerkungen                                                                     |
| Jahr | Titel Album                             | DE | AT | CH | UK | US | Anmerkungen                                                                     |
| ---- | --------------------------------------- | --- | --- | --- | --- | --- | ------------------------------------------------------------------------------- |
| 2000 | The Next Episode 2001                   | DE34 Gold · (17 Wo.)DE | AT56 Platin · (1 Wo.)AT | CH34 (21 Wo.)CH | UK3 ×2Doppelplatin · (27 Wo.)UK | US23 (21 Wo.)US | Erstveröffentlichung: 3. Juli 2000 Dr. Dre feat. Snoop Dogg, Kurupt & Nate Dogg |
| 2000 | Where I Wanna Be Informal Introduction  | — | — | — | UK14 (7 Wo.)UK | US95 (5 Wo.)US | Erstveröffentlichung: 12. Dezember 2000 Shade Sheist feat. Nate Dogg & Kurupt   |
| 2001 | It’s Over Space Boogie: Smoke Oddessey  | — | — | — | UK21 (3 Wo.)UK | — | Erstveröffentlichung: 2001 feat. Natina Reed                                    |
| 2003 | Ganxtaville Pt. III Beat of Life Vol. 2 | DE5 (17 Wo.)DE | AT30 (14 Wo.)AT | CH22 (12 Wo.)CH | — | — | Erstveröffentlichung: 12. Mai 2003 DJ Tomekk feat. Kurupt, G-Style & Tatwaffe   |

## Auszeichnungen für Musikverkäufe
| Goldene Schallplatte - Dänemark - 2014: für das Streaming The Next Episode - Spanien - 2024: für die Single The Next Episode Platin-Schallplatte - Australien - 2001: für die Single It’s Over - Dänemark - 2021: für die Single The Next Episode - Italien - 2024: für die Single The Next Episode - Neuseeland - 2022: für das Lied Ain’t No Fun (If The Homies Can’t Have None) | 4× Platin-Schallplatte - Neuseeland - 2024: für die Single The Next Episode |

Anmerkung: Auszeichnungen in Ländern aus den Charttabellen bzw. Chartboxen sind in ebendiesen zu finden.
| Land/RegionAuszeichnungen für Musikverkäufe (Land/Region, Auszeichnungen, Verkäufe, Quellen) | Gold     | Platin       | Verkäufe  | Quellen             |
| -------------------------------------------------------------------------------------------- | -------- | ------------ | --------- | ------------------- |
| Australien (ARIA)                                                                            | —        | Platin1      | 70.000    | aria.com.au         |
| Dänemark (IFPI)                                                                              | Gold1    | Platin1      | 90.000    | ifpi.dk             |
| Deutschland (BVMI)                                                                           | Gold1    | —            | 250.000   | musikindustrie.de   |
| Italien (FIMI)                                                                               | —        | Platin1      | 100.000   | fimi.it             |
| Neuseeland (RMNZ)                                                                            | —        | 5× Platin5   | 150.000   | radioscope.co.nz    |
| Österreich (IFPI)                                                                            | —        | Platin1      | 50.000    | ifpi.at             |
| Spanien (Promusicae)                                                                         | Gold1    | —            | 30.000    | elportaldemusica.es |
| Vereinigtes Königreich (BPI)                                                                 | —        | 2× Platin2   | 1.200.000 | bpi.co.uk           |
| Insgesamt                                                                                    | 3× Gold3 | 11× Platin11 |           |                     |

## Filmografie

### Filme
- 2002: Halbtot – Half Past Dead
- 2002: Dark Blue
- 2003: Fastlane (Gastrolle)
- 2003: Hollywood Cops
- 2007: Half Past Dead 2
- 2008: Days Of Wrath